# BET Awards
«BET Awards» — премія, що вручається телеканалом Black Entertainment Television за досягнення в музиці, акторській майстерності, спорті та інших галузях розваг протягом минулого року. Традиційно номінантами премії є афроамериканці та інші нацменшини США.
Нагороди вручаються щороку, сама премія транслюються в прямому ефірі на телеканалі BET. Зазвичай церемонія вручення нагород включає виступи артистів, а деякі нагороди, що представляють більш популярний інтерес, представлені в телевізійній версії.
Відбором номінантів і присудженням нагород займається спеціальна комісія, куди входять близько п'ятисот людей з різних сфер діяльності.

## Категорії нагородження

### Категорії нагород
| Музика - Альбом року (з 2017 року) - Відео року (з 2001 року) - Coca-Cola Viewer's Choice Award (з 2001 року) - Краща колаборація (2003 року) - Краща хіп-хоп виконавиця (2001–2006, з 2008 року) - Кращий хип-хоп виконавець (з 2001 року) - Кращий R&B-виконавиця (з 2001 року) - Кращий R&B-виконавець (з 2001 року) - Кращий гурт (з 2001 року) - Кращий новий артист (з 2001 року) - Нагорода імені Боббі Джонса за краще госпел-виконання (з 2001 року) | Кіно - Кращий фільм (з 2010 року) - Краща акторка (з 2001 року) - Кращий актор (з 2001 року) Спорт - Спортсменка року (з 2001 року) - Спортсмен року (з 2001 року) Інші - Кращий кліпмейкер року (з 2008 року) - Краща міжнародна компанія (2010, з 2018 року) - Краща молода зірка (з 2010 року) - Її нагорода (з 2018 року) - Кращий новий міжнародний артист (з 2019 року) |

### Нагороди, які вручалися раніше
- Найкращий актор і найкраща актриса
- Найкращий виконавець у жанрі госпел (2001–2016)
- Cool J Like That Award (2006–2007)
- J Award (2008–2009)
- Centric Award (2010–2017)
- Кращий африканський виконавець (2011–2017)
- Кращий європейський виконавець (2017)
- Кращий британський виконавець (2011–2016)
- Кращий фандом (2010–2016)
- Приз глядацьких симпатій (2015–2017)

### Спеціальні нагороди
Lifetime Achievement
Нагорода BET Lifetime Achievement Award (Досягнення всього життя) вручається артистам-«ветеранам», які зробили помітний внесок в музичну індустрію.
- 2001: Вітні Г'юстон
- 2002: Earth, Wind &amp; Fire
- 2003: Джеймс Браун
- 2004: The Isley Brothers
- 2005: Гледіс Найт
- 2006: Чака Хан
- 2007: Даяна Росс
- 2008: Ел Грін
- 2009: The O Jays
- 2010: Прінс
- 2011: Патті Лабелль
- 2012: Maze Featuring Frankie Beverly
- 2013: Чарлі Вілсон
- 2014: Лайонел Річі
- 2015: Смокі Робінсон
- 2016: Семюел Л Джексон
- 2017: New Edition
- 2018: Аніта Бейкер
- 2019: Мері Джей Блайдж

Humanitarian
Нагорода BET Award Humanitarian Award (Гуманітарна нагорода) була введена в 2002 році, вона вручається знаменитості, що зробила помітний внесок у благодійності.
- 2002: Мухаммед Алі
- 2003: Ірвін «Меджік» Джонсон
- 2004: Денні Ґловер
- 2005: Дензел Вашингтон і Паулетта Вашингтон
- 2006: Гаррі Белафонте
- 2007: Дон Чідл
- 2008: Квінсі Джонс
- 2009: Аліша Кіз і Вайклеф Жан
- 2010: Джон Ледженд
- 2011: Стів Гарві
- 2012: Ел Шарптон
- 2013: Двейн Вейд
- 2014: Мірлі Еверс-Вільямс
- 2015: Те Джойнер
- 2016: Джессі Вільямс
- 2017: Chance the Rapper
- 2018: Наомі Уодлер, Мамуду Гасама, Джастін Блекмен, Шуан Кінг, Ентоні Борджес і Джеймс Шоу мл.
- 2019: Ніпсі Гассл

Ultimate Icon
- 2015: Джанет Джексон
- 2018: Дебра Лі
- 2019: Тайлер Перрі

## Церемонії
| Минулі премії | Минулі премії  | Минулі премії     | Минулі премії                                                           | Минулі премії                       | Минулі премії       |
| #             | Дата           | Місце             | Місто                                                                   | Ведучий(ие)                         | Рейтинги (млн. чол) |
| ------------- | -------------- | ----------------- | ----------------------------------------------------------------------- | ----------------------------------- | ------------------- |
| 1-а           | 19 червня 2001 | Paris Las Vegas   | [[Файл:Шаблон:Прапор Лас-Вегас\|20x13px\|Лас-Вегас]] Лас-Вегас          | Стів Харві і Седрік «Розважальник»  | невідомо            |
| 2-а           | 29 червня 2002 | Kodak Theatre     | [[Файл:Шаблон:Прапор Лос-Анджелес\|20x13px\|Лос-Анджелес]] Лос-Анджелес | Джеймі Фокс і Кріс Такер            | невідомо            |
| 3-я           | 24 червня 2003 | Kodak Theatre     | [[Файл:Шаблон:Прапор Лос-Анджелес\|20x13px\|Лос-Анджелес]] Лос-Анджелес | Мо'Нік                              | невідомо            |
| 4-а           | 29 червня 2004 | Kodak Theatre     | [[Файл:Шаблон:Прапор Лос-Анджелес\|20x13px\|Лос-Анджелес]] Лос-Анджелес | Мо'Нік                              | невідомо            |
| 5-а           | 28 червня 2005 | Kodak Theatre     | [[Файл:Шаблон:Прапор Лос-Анджелес\|20x13px\|Лос-Анджелес]] Лос-Анджелес | Вілл Сміт і Джада Пінкетт-Сміт      | невідомо            |
| 6-а           | 27 червня 2006 | Shrine Auditorium | [[Файл:Шаблон:Прапор Лос-Анджелес\|20x13px\|Лос-Анджелес]] Лос-Анджелес | Деймон Веянс                        | 6.9                 |
| 7-а           | 26 червня 2007 | Shrine Auditorium | [[Файл:Шаблон:Прапор Лос-Анджелес\|20x13px\|Лос-Анджелес]] Лос-Анджелес | Мо'Нік                              | 6.3                 |
| 8-а           | 24 червня 2008 | Shrine Auditorium | [[Файл:Шаблон:Прапор Лос-Анджелес\|20x13px\|Лос-Анджелес]] Лос-Анджелес | Д.Л. Хьюля                          | 5.8                 |
| 9-а           | 28 червня 2009 | Shrine Auditorium | [[Файл:Шаблон:Прапор Лос-Анджелес\|20x13px\|Лос-Анджелес]] Лос-Анджелес | Джеймі Фокс                         | 10.6                |
| 10-а          | 27 червня 2010 | Shrine Auditorium | [[Файл:Шаблон:Прапор Лос-Анджелес\|20x13px\|Лос-Анджелес]] Лос-Анджелес | Квін Латіфа                         | 7.4                 |
| 11-а          | 26 червня 2011 | Shrine Auditorium | [[Файл:Шаблон:Прапор Лос-Анджелес\|20x13px\|Лос-Анджелес]] Лос-Анджелес | Кевін Гарт                          | 7.7                 |
| 12-а          | 1 липня 2012   | Shrine Auditorium | [[Файл:Шаблон:Прапор Лос-Анджелес\|20x13px\|Лос-Анджелес]] Лос-Анджелес | Семюел Л. Джексон                   | 7.4                 |
| 13-а          | 30 червня 2013 | Microsoft Theater | [[Файл:Шаблон:Прапор Лос-Анджелес\|20x13px\|Лос-Анджелес]] Лос-Анджелес | Кріс Такер                          | 7.8                 |
| 14-а          | 29 червня 2014 | Microsoft Theater | [[Файл:Шаблон:Прапор Лос-Анджелес\|20x13px\|Лос-Анджелес]] Лос-Анджелес | Кріс Рок                            | 7.9                 |
| 15-а          | 28 червня 2015 | Microsoft Theater | [[Файл:Шаблон:Прапор Лос-Анджелес\|20x13px\|Лос-Анджелес]] Лос-Анджелес | Ентоні Андерсон і Трейсі Елліс Росс | 6.5                 |
| 16-а          | 26 червня 2016 | Microsoft Theater | [[Файл:Шаблон:Прапор Лос-Анджелес\|20x13px\|Лос-Анджелес]] Лос-Анджелес | Ентоні Андерсон і Трейсі Елліс Росс | 7.2                 |
| 17-а          | 25 червня 2017 | Microsoft Theater | [[Файл:Шаблон:Прапор Лос-Анджелес\|20x13px\|Лос-Анджелес]] Лос-Анджелес | Леслі Джонс                         | 5.7                 |
| 18-а          | 24 червня 2018 | Microsoft Theater | [[Файл:Шаблон:Прапор Лос-Анджелес\|20x13px\|Лос-Анджелес]] Лос-Анджелес | Джеймі Фокс                         | 5.9                 |
| 19-а          | 23 червня 2019 | Microsoft Theater | [[Файл:Шаблон:Прапор Лос-Анджелес\|20x13px\|Лос-Анджелес]] Лос-Анджелес | Реджина Голл                        | 5.2                 |

## Найбільш нагороджувані і номіновані
| Артист          | Бейонсе | Кріс Браун | Дрейк Серена Вільямс | Нікі Мінаж | Каньє Вест |
| Всього перемог: | 28      | 15         | 12                   | 11         | 10         |

Найбільш номіновані
| 61 номінація - Beyoncé 42 номінації - Chris Brown 35 номінацій - Дрейк - Jay Z 33 номінації - Lil Wayne 31 номінація - Kanye West 23 номінації - Rihanna 21 номінація - Kendrick Lamar - Nicki Minaj 19 номінацій - Usher 18 номінацій - Missy Elliott 17 номінацій - Serena Williams | 16 номінацій - Bruno Mars - Venus Williams 15 номинаций - Alicia Keys - T.I. 14 номінацій - Jamie Foxx - Ludacris - Mary J. Blige 13 номінацій - Erica Campbell 12 номінацій - Common - Pharrell Williams 11 номінацій - Big Boi - Ciara - Леброн Джеймс - Mary Mary - Snoop Dogg | 10 номінацій - Kobe Bryant - T-Pain - Outkast - Trina - Trey Songz - Tyga 9 номінацій - Denzel Washington - Taraji P. Henson 8 номінацій - 2 Chainz - 50 Cent - Angela Bassett - ASAP Rocky - Benny Boom - Big Sean - Busta Rhymes - Diddy - Hype Williams - Idris Elba - John Legend - Marsha Ambrosius - Мігель - Omarion - Justin Timberlake - Rick Ross | 7 номінацій - Don Cheadle - Erykah Badu - Halle Berry - Jennifer Hudson - Kelly Rowland - Keyshia Cole - Kirk Franklin - Mariah Carey - Ne-Yo - R. Kelly 6 номінацій - Aaliyah - Anthony Hamilton - August Alsina - B.o.B - B2K - Benny Boom - CeeLo Green - Destiny's Child - Keri Hilson - Lil Jon - Lil' Kim - Musiq Soulchild - Samuel L. Jackson - Wale - Yolanda Adams | 5 номінацій - Bow Wow - Carmelo Anthony - Donnie McClurkin - Eminem - Eve - Fantasia - Gabrielle Union - Jill Scott - Keke Palmer - Melanie Fiona - Mindless Behavior - Nelly - Pusha T - Regina King - Solange Knowles - Willow Smith |